# R136a1
R136a1是一顆沃爾夫–拉葉星（WR star），是目前在巨大質量恆星列表中已知質量最大的恆星之一。這顆恆星的質量是由謝菲爾德大學的天文學家測量的，估計是200~300太陽質量 。這顆恆星也列名在恆星光度列表中，光度是太陽的870萬倍。它位在大麥哲倫星系的蜘蛛星雲中，是靠近劍魚座30複合體的R136超星團中的成員。

## 發現

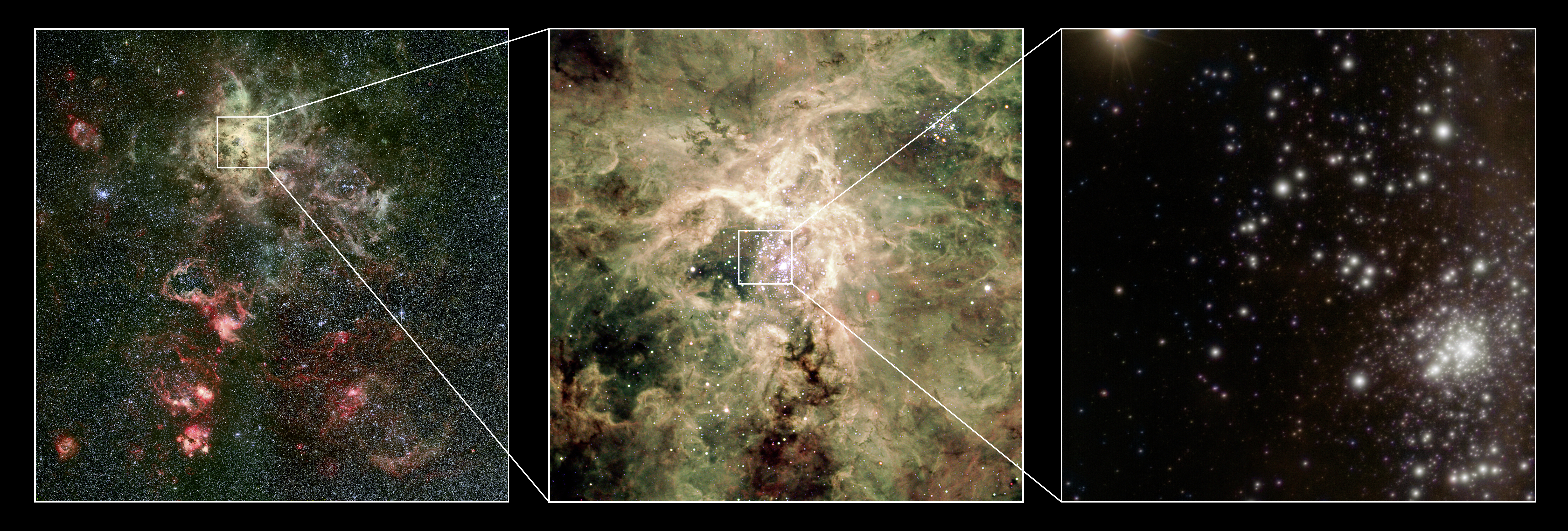
從蜘蛛星雲放大至R136a超星團，從此圖可以勉強看見R136a1、R136a2和R136a3位於右下方。最亮的恆星集群核心的左側是R136c，另一個質量極高的恆星。

發現這顆恆星的新聞是在2010年7月發佈的，由英國謝菲爾德大學的天文物理學教授保羅·克勞瑟（Paul Crowther）領導的一個小組，使用歐洲南方天文台在智利的甚大望遠鏡(VLT)，和來自哈伯太空望遠鏡的資料，研究NGC 3603和R136a這兩個星團。R136a曾經被認為是擁有質量高達1,000—3,000太陽質量的超大質量天體。R136a的本質被全像的斑點干涉測量解析和發現是一個高密度的星團。這個小組發現其中有些恆星的表面溫度高達40,000K，超過太陽的7倍，並且亮度是太陽的數百萬倍。至少有3顆恆星的質量大約是150倍的太陽質量。

## 物理性質

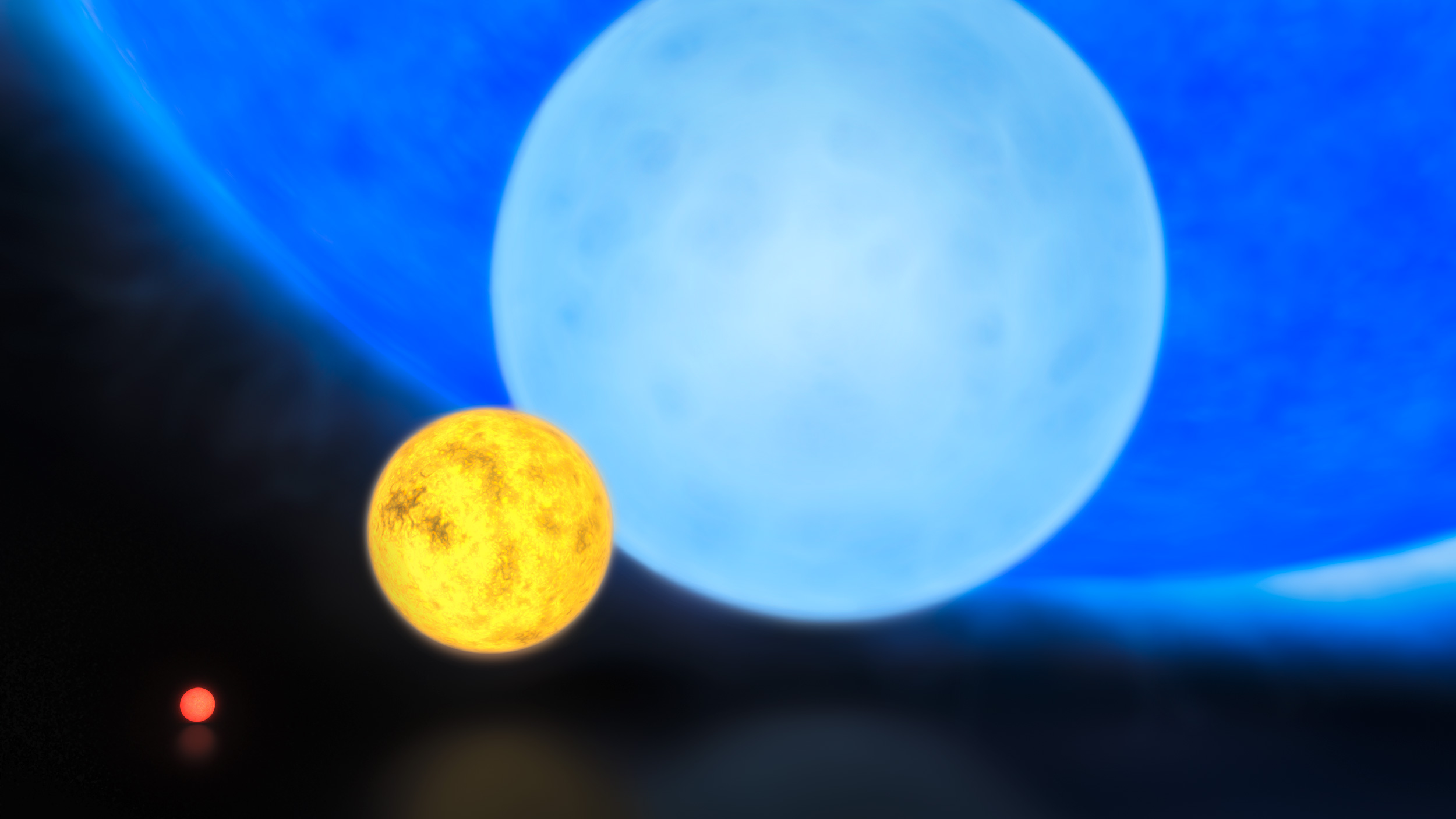
由左至右：紅矮星、太陽、藍矮星和R136a1。但R136 a1依然不是已知體積最大的恆星，這個頭銜屬於史蒂文森2-18。

R136a1是一顆沃夫-瑞葉星，表面的溫度超過50,000 K，或是4.57 eV的能量單位。如同其他接近愛丁頓極限的恆星，R136a1已經透過連續不斷的恆星風，損失了大量的質量。根據估計，它誕生時的質量是320太陽質量，而在過去的百萬年間已經流失了50太陽質量。
然而，愛丁頓光度極限理念卻認為，沒有恆星是可以在誕生時已有超過150個太陽質量。當一顆恆星的質量達120倍太陽質量以上時，必然會發生猛烈爆炸。超過這個極限時，恆星將會排擠自己，或開始流失質量，直至其內部降低到至恆星可以承受的速率。在理論上，由於恆星風會讓許多物質流出，一顆更巨大的恆星不能一直維持如此巨大的質量。因此，這些理論提出所有超大質量恆星，包括R136a1，都是透過多個恆星互相合併而形成的。
質量在太陽8倍至150倍的恆星會以超新星爆炸作為生命的結束，留下中子星或是黑洞；天文學家懷疑是否會有質量在150至300太陽質量的恆星存在，並且懷疑質量如此巨大的恆星滅亡時會成為極超新星，一顆爆炸時釋放的能量是超新星的100多倍(1046焦耳)。這種恆星也可能在核心坍縮之前就因為核燃料的匱乏，如同"不穩定對超新星"早早就結束了生命。氫融合的核心會產生大量的電子-正電子對，減弱了核心內部的熱壓力，造成局部性的坍縮發生。如果R136a1經歷了這樣的爆炸，將不會留下黑洞，取而代之的是在它核心數十倍於太陽質量的鐵將拋射送入星際物質成為超新星殘骸。

## 不確定性

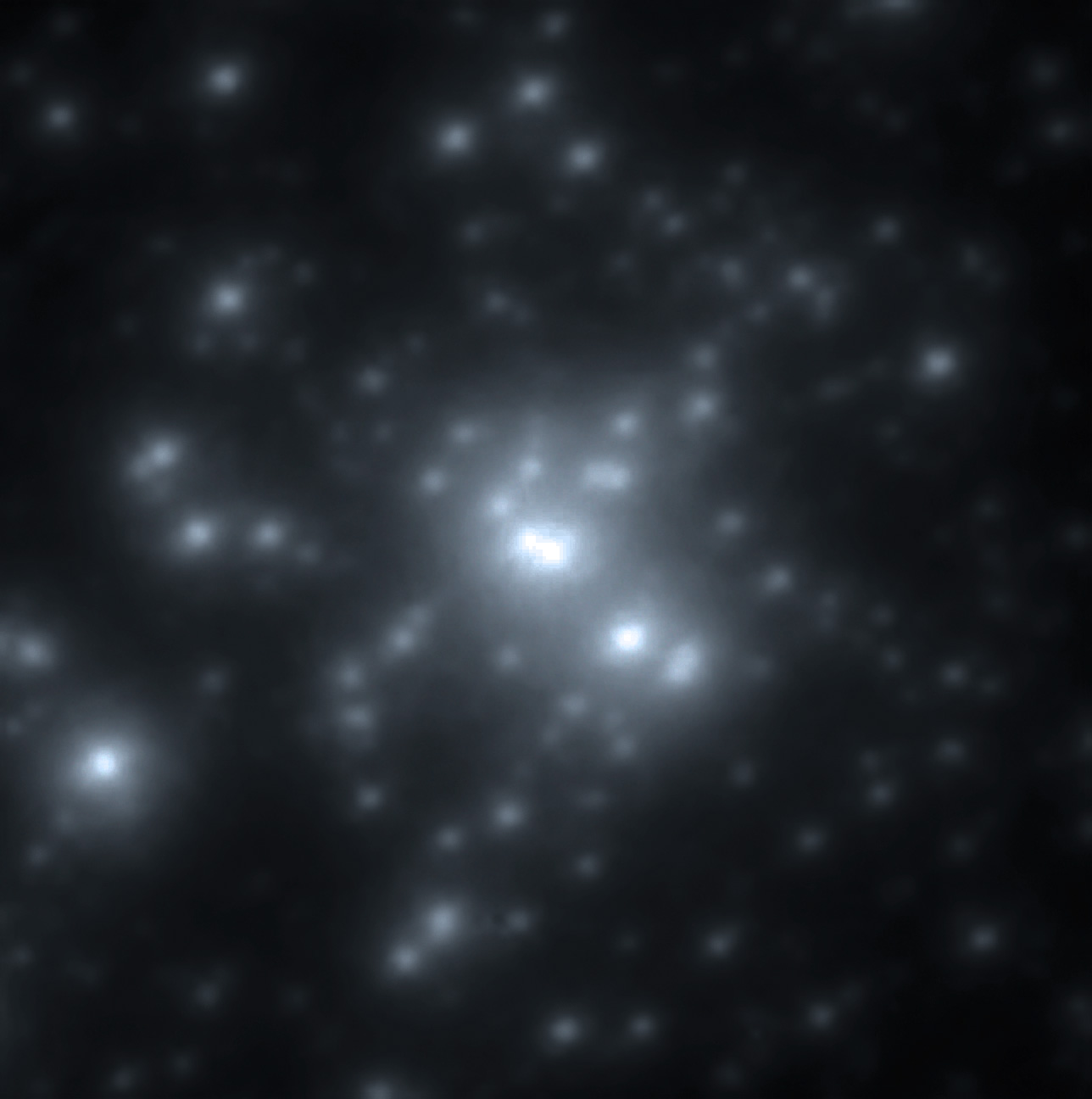
R136a1和其附近的恆星。由此可見，R136a1和其附近的恆星組成了一個高密度的星團，導致科學家一度誤以為它是是一顆大於1,000倍太陽質量的恆星。

R136a1的質量是透過理論推測而得，因此這樣無法準確測定R136a1的溫度和絕對星等，並導致其質量不能被完全確定。另外，R136a1距離地球165,000光年，其距離很難被精確測量，因此質量的準確性也存疑。除了上述原因之外，R136a1等質量巨大恆星都是被其自身噴出來的氣體包圍，並會遮蔽其光度。因此，其距離和光度的不確定性會被進一步擴大。
另一方面，R136a1在過去亦曾被誤以為是一顆大於1,000倍太陽質量的恆星，但後來被證實是一個高密度的星團。由此可見，R136a1的質量確實仍然存在很多不確定因素。

## 很有可能诞生于合并
R136a1拥有如此巨大的质量，远远超过通常天文学界所认为的太阳质量150倍的上限，有科学家指出，他很有可能通过合并诞生，即诞生之初，R136a1很可能属于一个双星甚至于多星的系统，但由于超星团中央高度密集，原本的双星甚至于多星系统受到恒星引力的作用相互靠拢，最后合并成一颗巨大的单星。
不仅是R136a1，R136星团当中的多颗巨无霸恒星，都有可能是通过合并诞生。甚至连R136星团本身，都曾经跟一个年龄约200万—500万年的疏散星团合并过。